# Сторожевские ворота
Сторожевские ворота или Сторожевская брама (бел. Старажоўская брама)— ворота на бывшем Сторожевском (Переспинском) кладбище в Минске. Памятник эклектичной архитектуры.
Расположены напротив церкви Святой Марии Магдалины. Построен в конце XIX века из кирпичей.

## Архитектура

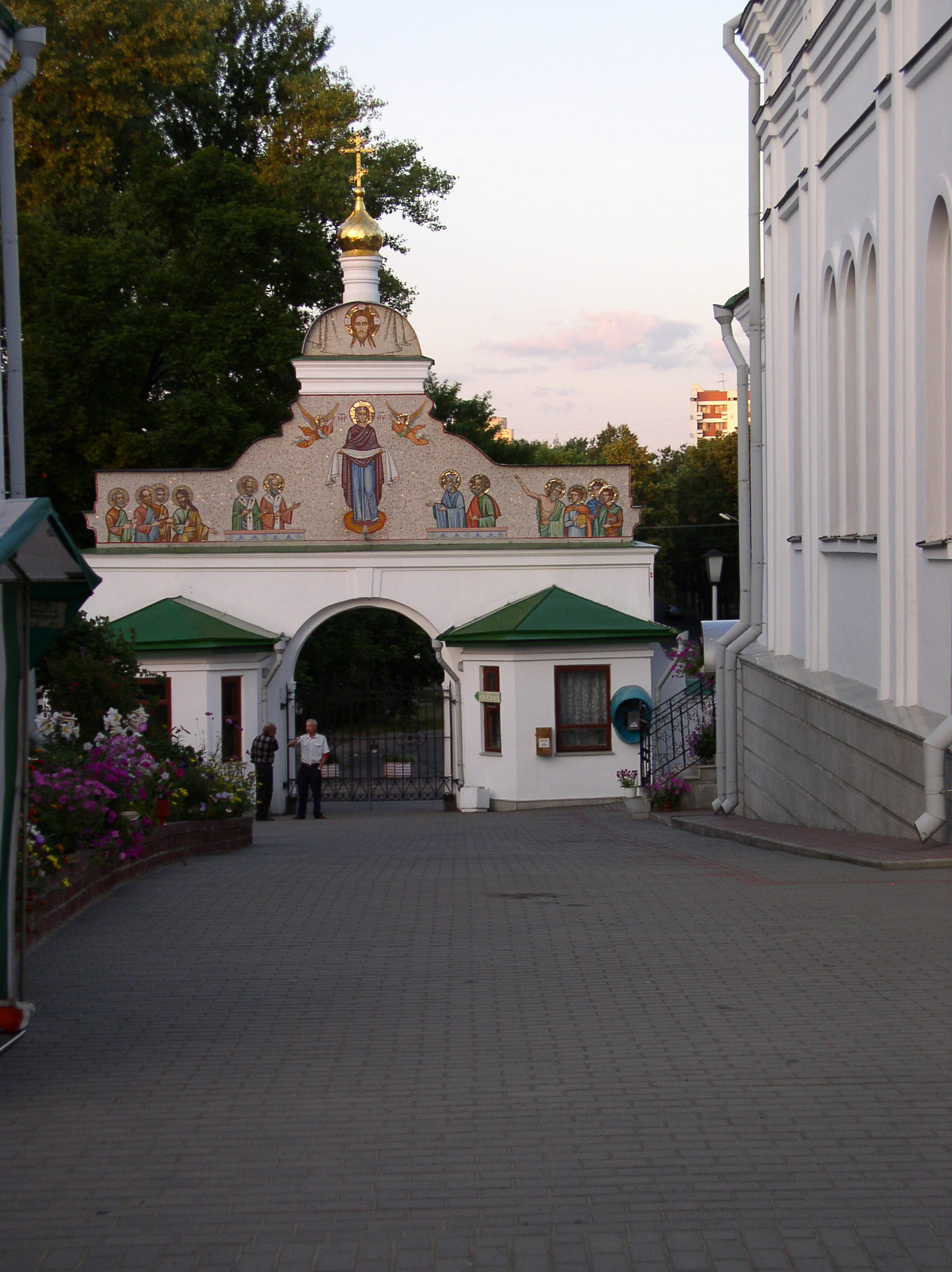
Сторожевские ворота со стороны церкви

Однопролетные ворота монументальны и композиционно подчеркивают главный вход в здание. Плоскость украшена пилястрами, арочными нишами, боковыми стойками, отделана развитым многопрофильным карнизом . Над центральным арочным проемом возвышается декоративный аттик, увенчанный небольшой арочной главкой. Часть забора сохранилась. Ворота выполнены в эклектичных формах .